# Házi veréb
A házi veréb (Passer domesticus) a madarak (Aves) osztályának verébalakúak (Passeriformes) rendjébe és a verébfélék (Passeridae) családjába tartozó faj. Kis termetű madárfaj, testhossza 14-18 centiméter, testtömege 24-39,5 gramm. A tojók és a fiatal egyedek halványbarnák és szürkék, míg a hímeknek élénkebb barna, fekete és fehér tollazata van. A Passer nemzetség egyik tagjaként egész Európában, a Földközi-tenger medencéjében és Ázsia nagy részén elterjedt madárfaj. Szándékos, vagy véletlen módon számos helyre behurcolták, például Ausztrália néhány pontjára, Afrikába és az amerikai kontinensre, amely miatt az egyik legelterjedtebb vadon élő madárfajnak számít.
A házi veréb jelentős mértékben kapcsolódik az emberi környezethez és képes megtelepedni városi és vidéki környezetben egyaránt. Számos, egymástól eltérő élőhelyen és éghajlaton képes megélni, azonban kerüli a sűrű erdőket, a füves pusztákat és a sivatagokat, melyek távol esnek az emberek településeitől. Túlnyomórészt fűfélék és gabonafélék magjaival táplálkozik, ugyanakkor opportunista módon fogyaszt rovarokat és egyéb táplálékot is. Természetes ellenségei a házi macskák, a héják, a baglyok és még számos ragadozó emlős- és madárfaj.
Nagy egyedszáma és jelentős elterjedési területe, valamint az emberekhez való közelsége miatt kulturálisan kiemelkedő szerepet kapott a házi veréb. Sokszor alaposan, ám sikertelenül üldözték mint mezőgazdasági kártevőt, ugyanakkor gyakran tartották fogságban, háziállatként, vagy élelemforrásként. Bár nagy egyedszámmal rendelkezik, Európában jelentősen megfogyatkozott az állománya, egyes területekről már el is tűnt. Magyarországon mérsékelt csökkenést mutatnak a populációk. A Természetvédelmi Világszövetség listáján "nem fenyegetett" fajként szerepel.

## Előfordulása
Olaszország kivételével (ahol helyette közeli rokon faja, az olasz veréb a legelterjedtebb verébfaj) egész Európában elterjedt, Észak-Afrikában és Ázsiában több alfaja van.
Számtalan területre betelepítette az ember szerte a Földön. Mára egyike lett a legnagyobb elterjedési területű madárfajoknak.
Jelenleg természetes elterjedési területén kívül a következő területeken is él: USA, Kanada, Mexikó, Guatemala, Argentína, Uruguay, Paraguay, Brazília, Chile, Peru, Ecuador, Falkland-szigetek, Kuba, Bermuda-szigetek, Hawaii, Ausztrália, Norfolk-sziget, Új-Zéland, Új-Kaledónia, Vanuatu, Fidzsi-szigetek, Dél-afrikai Köztársaság, Mozambik, Namíbia, Botswana, Zimbabwe, Zambia, Kenya, Szomália, Szudán, Zanzibár, Comore-szigetek, Seychelle-szigetek, Mauritius, Réunion, Rodriguez-sziget, Brit Indiai-óceáni Terület, Azori-szigetek, Zöld-foki-szigetek.
Vannak területek, ahová viszont mindeddig nem sikerült betelepíteni, pedig történtek rá kísérletek. Ilyen területek: Jamaica, a Bahama-szigetek, Szent Ilona, Grönland, a Fülöp-szigetek, Pápua Új-Guinea és Déli-Georgia szigete.
A verebek, különösen a mezei veréb állománya az utóbbi 3-4 évtizedben drasztikusan csökkent Nyugat-Európában, olyannyira, hogy például a britek verébállománya az eredeti létszám 3%-ára csökkent, Magyarországon pedig a Magyar Madártani és Természetvédelmi Egyesület a mezei verebet választotta az „év madarának” 2007-ben. Az intenzív, ipari jellegű gazdálkodás, a fokozott vegyszerhasználat, a veszteségmentes terménybetakarítás miatt Nyugat-Európa számos országában jelentősen szűkült a házi veréb élettere és táplálékbázisa is.
A házi verebek a Közel-Keletről származnak és onnan terjedtek el a Eurázsia és Észak-Afrika  többi részén a mezőgazdasági termelés elterjedésével párhuzamosan. A tizenkilencedik század közepe óta a verebek meghódították a világ nagy részét, főként a szándékos betelepítéseknek köszönhetően, valamint részben természetes úton és szállítmányok segítségével. Behurcolt madár Észak-Amerikában, Közép-Amerikában és Dél-Amerika déli részén, Dél-Afrikában, Nyugat-Afrikában, Ausztrália keleti felén és Új-Zélandon, valamint világszerte számtalan szigeten. Az 1850-es évektől kezdődően nagy mértékben kiterjesztette élőhelyét Eurázsia északi vidékein és ennek folytatása rajzolódik ki abból is, hogy 1990-re meghódította Izlandot, valamint Japánban a Rishiri-szigetet is. Élőhelyének hatalmas kiterjedése miatt a világ legnagyobb elterjedési területtel rendelkező vadon élő madárfaja a házi veréb.

### Behurcolt állomány
A házi veréb hatalmas területen meghonosodott azokon a területeken, ahová behurcolták. Ez legfőképpen annak köszönhető, hogy viszonylag korán alkalmazkodott az ember alkotta környezethez, valamint annak, hogy könnyedén alkalmazkodik a különböző élőhelyi sajátosságokhoz. További jelentős tényezőnek számít az, hogy erős immunrendszerrel rendelkezik a mezei verébhez képest. Ahová behurcolták, ott gyors ütemben kezdett el elterjedni, bizonyos területeken akár évenként 230 kilométerrel is kijjebb tolva elterjedési területének határait. A világ számos pontján kártevőnek minősítették és veszélyt jelentenek az őshonos madárfajokra. Néhány helyen a behurcolt állomány kipusztult, vagy csak kevesebb sikerrel tudott fennmaradni állománya, mint például Grönlandon és a Zöld-foki-szigeteken.
Észak-Amerikában a legelső sikeresen meghonosított állomány Angliából származó első egyedeit 1852-ben engedték szabadon New Yorkban. Amerikába az első európai, azaz voltaképpen „angol” verebeket, és pedig nyolc párat, eddigi tudomásunk szerint 1850-ben vitték, mégpedig az Egyesült Államokba; ezeknek azonban valahogy nyomuk veszett, úgy eltűntek, és sem őket, sem utódaikat többé senki sem látta. Két évvel később a Brooklyn Intézet tagjai a veréb meghonosítása céljából bizottságot alakítottak, s erre a célra 200 dollárt szavaztak meg. Kanadába a verebet 1854-ben, New Yorkba 1860-ban és New Havenbe 1867-ben vitték be. Ugyanebben az évben engedtek szabadon Philadelphiában 500 párat; 1871-ben vagy 1872-ben San Franciscóba is bevitték és 1873-ban vagy 1874-ben Utah-ba, a Sóstó mellett levő nagy Mormon városba. Ezek példáját aztán egymás után követte sok város és falu, melyek szárnyas vendégeiket vagy közvetlenül Európából, vagy más észak-amerikai városból szerezték. A házi veréb felbukkant az Északnyugati területektől kezdve egészen Panamáig, és Észak-Amerikában az egyik legelterjedtebb madárfajnak számít. A házi verebet 1863-ban hurcolták be Ausztráliába, ahol először Melbourne-nél engedték szabadon és általánosan elterjedtté vált az ország keleti felében, ugyanakkor megelőzték, hogy meghonosodjon Nyugat-Ausztráliában, ahol minden házi verebet, amelyre rábukkannak, azt kiirtják. A házi verebet 1859-ben hurcolták be Új-Zélandra és innen terjedt el a Csendes-óceán szigetein, például Hawaiin.
Dél-Afrikába 1900 környékén hurcolták be, ahová mind az Európából származó domesticus, mind pedig az Indiai szubkontinensről származó indicus alfajt betelepítették, nagyjából azonos időben. A domesticus alfaj leszármazottainak populációi csak néhány városra korlátozódóan telepedtek meg, míg az indicus alfaj egyedei gyorsan elterjedtek és az 1980-as évekre elérték Tanzánia vidékeit is. Gyors terjeszkedése ellenére az őshonos rokonai is megtelepedtek és sikerrel szaporodnak a városokban. Ilyen  például a fokföldi veréb (Passer melanurus) is. Dél-Amerikába 1870 környékén hurcolták be, ahol első egyedeit Buenos Aires közelében engedték szabadon és gyorsan általánosan elterjedtté vált a földrész déli vidékein. Napjainkban közel kihagyás nélkül előfordul a Tűzföldtől kezdve, egészen Amazónia széléig, míg elszigetelt populációi alakultak ki egészen északon, a venezuelai partvidék mentén is.

## Élőhelyei

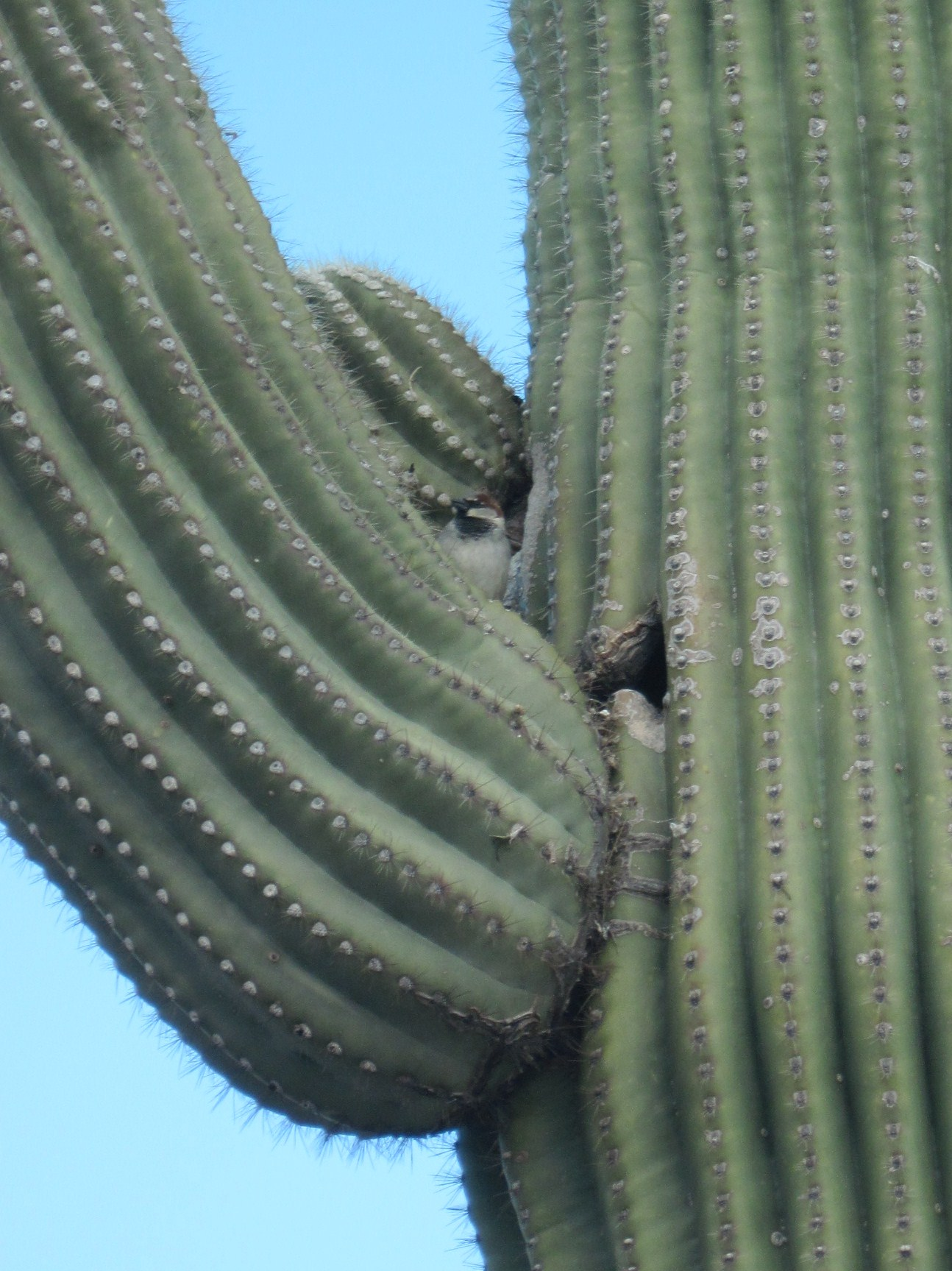
Még Arizónában is megél

A házi veréb közeli kapcsolatba hozható az ember élőhelyeivel és megművelt területeivel. Nem kényszerből vált az ember társává az évek során, mint ahogyan azt néhányan feltételezik. Közép-Ázsiában a házi veréb általában az emberektől távol, nyílt vidékeken fészkel, és másutt is élnek olyan egyedei, melyek távol élnek az ember alkotta környezettől. Az egyetlen olyan élőhely, amelyhez a verebek nem tudtak alkalmazkodni, az a tundra és a sűrű erdőségek. A verebek jól alkalmazkodtak az emberek közelségéhez, gyakran fedett helyen fészkelnek, időnként beltérben, főleg gyárak, raktárak és állatkertek esetében. Feljegyezték, hogy Angliában verebek fészkeltek egy szénbányában 640 méterrel a felszín alatt, valamint azt is, hogy éjszaka az Empire State Building kilátóján táplálkoztak verebek. Legnagyobb egyedszámban városokban fordul elő, ám a sikeres szaporodás esélye a külvárosi területeken nagyobb, ahol jóval bőségesebben hozzáfér a különböző rovarokhoz. Vidéken nagyobb egyedszámmal bír azokon a területeken, ahol gabonaféléket termesztenek. Ilyen terület például az Amerikai Egyesült Államok területén a Közép-Nyugat.
Számos különböző éghajlati adottsághoz képes alkalmazkodni, különösen a trópusokon jellemző éghajlati zónákhoz. Számos helyen a száraz éghajlatú területekhez is képes alkalmazkodni, beleértve a magas sótartalommal bíró helyeket is, amely szárazabb vidékeken víz hiányában különböző bogyók elfogyasztásával pótolja folyadékszükségletét. Ázsia keleti részének jelentős területén nem fordulnak elő házi verebek, itt a mezei veréb veszi át helyét. Azokon a területeken, ahol e két verébfaj élőhelyei átfedésben vannak egymással, ott a házi veréb általában jóval nagyobb számban fordul elő, mint a mezei veréb, ugyanakkor Maud Doria Haviland angol ornitológus jellemzése alapján elég szeszélyes módon váltakozik az, hogy hol, melyik faj válik uralkodóvá. Elterjedési területének jelentős részén a házi veréb kivételesen elterjedt madárfaj, leszámítva néhány helyet, ahol csökkenésnek indult állománya, ugyanakkor azon vidékeken, ahol csak érintőlegesen található meg populációja, ott összefüggéstelenül, szigetszerűen alakulnak ki állományai.

## Alfajai
Alfajai közé 12 alfaj tartozik, melyeket kettő csoportra lehet bontani: az orientális P. d. indicus és a paleoarktikus P. d. domesticus csoportokra. Előbbibe tartozik példának okáért a Passer domesticus indicus, míg az utóbbiba a például a Passer domesticus domesticus tartozik. A P.. d. domesticus csoport tagjainak orcája szürke, míg a P. d. indicus csoport tagjai fehér orcával rendelkeznek, valamint világosabb színezetű a fejük felső részén tollazatuk színe, kisebb a csőrük, illetve hosszabb fekete vállövi csíkjuk van. A P. d. tingitanus alfaj egyedei némileg eltérnek a névadó alfajtól, mivel testük alsó része világosabb és fejükön fekete pöttyök találhatóak. A P. d. balearoibericus alfaj tagjai némileg világosabb tollazattal rendelkeznek a névadó alfajhoz képest, viszont sötétebbek, mint a P. d. bibilicus alfaj példányai. A P. d. bibilicus alfaj tagjainak tollazata halványabb, mint a legtöbb alfajé, ám szürke orcájuk van, mint a P. d. domesticus csoport tagjainak. A hasonló küllemű P. d. persicus alfaj halványabb és kisebb, míg a P. d. niloticus közel azonos kinézetű, ám kisebb madár. A kevésbé nagy kiterjedésű élőhellyel rendelkező P. d. indicus csoport tagjai közül a P. d. hyrcanus nagyobb, mint a P. d. indicus, míg a P. d. hufufae halványabb tollazattal rendelkezik. A P. d. bactrianus nagyobb és halványabb tollazatú, miközben a P. d. parkini alfajba tartozó egyedek nagyobbak és sötétebbek, begyükön több fekete színezetű tollal, az többi alfajhoz képest.
A Passer domesticus alfajai: Passer domesticus africanus, Passer domesticus bactrianus, Passer domesticus balearoibericus, Passer domesticus biblicus, Passer domesticus brutius, Passer domesticus domesticus, Passer domesticus hufufae, Passer domesticus hyrcanus, Passer domesticus indicus, Passer domesticus maltae, Passer domesticus niloticus, Passer domesticus parkini, Passer domesticus payni, Passer domesticus persicus, Passer domesticus rufidorsalis
, Passer domesticus tingitanus. A korábban többek által alfajnak tekintett Passer domesticus italiae az újabb kutatások alapján önálló fajnak tekintendő Passer italiae néven.

## Megjelenése

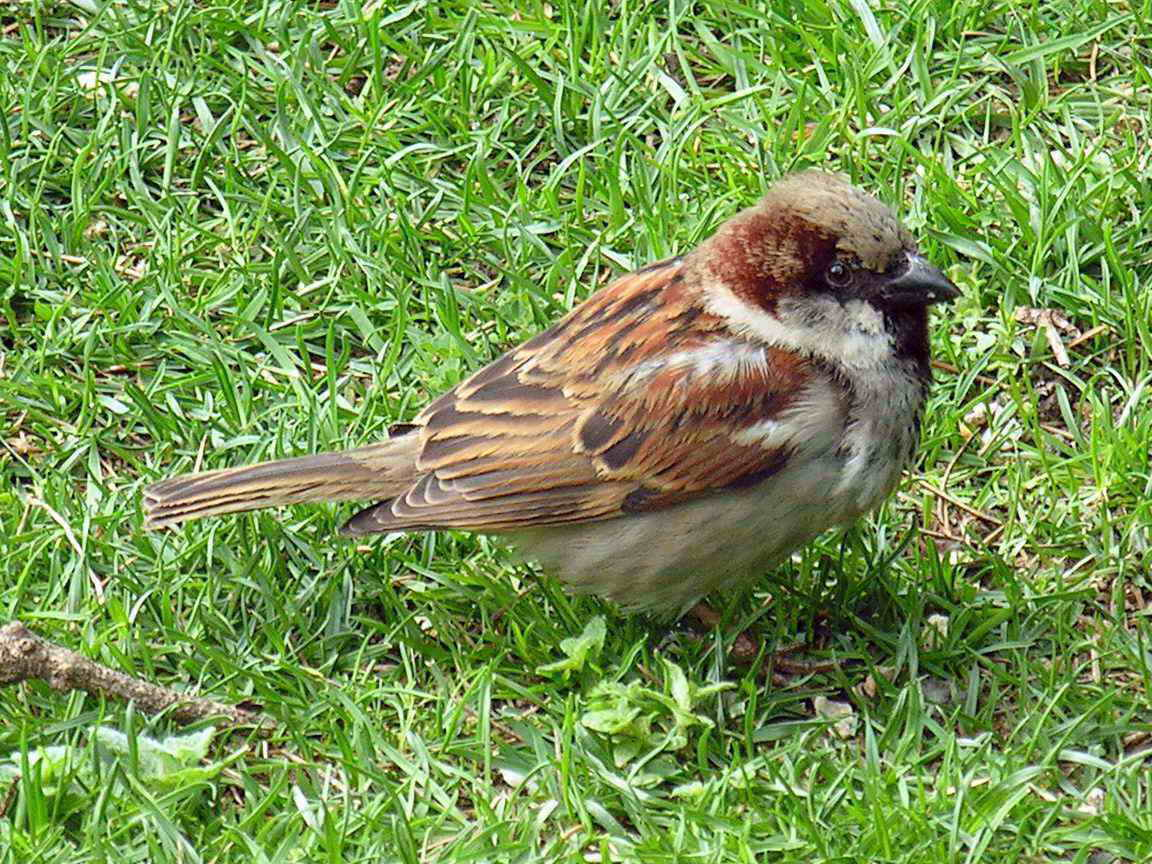
A hím

Hossza 14 centiméter, szárnyfesztávolsága 21-26 centiméter, testtömege 24-38 gramm. A fej eleje, valamint a fejtető középső része barnásszürke, a szemtől kezdődő s a halántékon keresztül a tarkóig húzódó széles sáv szürke. Hasi oldalának egyéb alsó részei fehérek, az oldalak felé hamu szürkések. Farktollai sötétbarnák. Szeme barna, csőre fekete, de télen szürke, s csak a hegye sötét színű; lába sárgásbarna.
A házi veréb átlagosan 16 centiméteres testhosszal rendelkezik, amely 14 és 18 centiméter között váltakozik. Tömzsi madár, széles mellkassal és nagy, kerekded fejjel. Csőre vaskos, kúp alakú. A csőr hossza 1,1-1,5 centiméter és erős felépítésű, mivel alkalmazkodott a magvak fogyasztásához. Farka 5,2-6,5 centiméter hosszú. Szárnyhúrja 6,7-8,9 centiméter, míg lábai 1,6-2,5 centiméteresek. Testtömege 24-39,5 gramm. A tojók általában valamivel kisebbek, mint a hímek. A testtömegük medián értéke Európában mindkét nemnél 30 gramm és a jóval délebben élő egyedek medián átlagos testsúlya 26 gramm. A fiatalabb egyedek kisebbek, míg a hímek nagyobbak telente, ugyanakkor a tojók nyáron a költési időszakban nagyobbak. A nagyobb magasságokon és hidegebb éghajlati körülmények közt élő egyedek nagyobbak (a Bergmann-szabály alapján) mind a névadó, mind pedig a többi alfajt tekintve.

### Tollazata

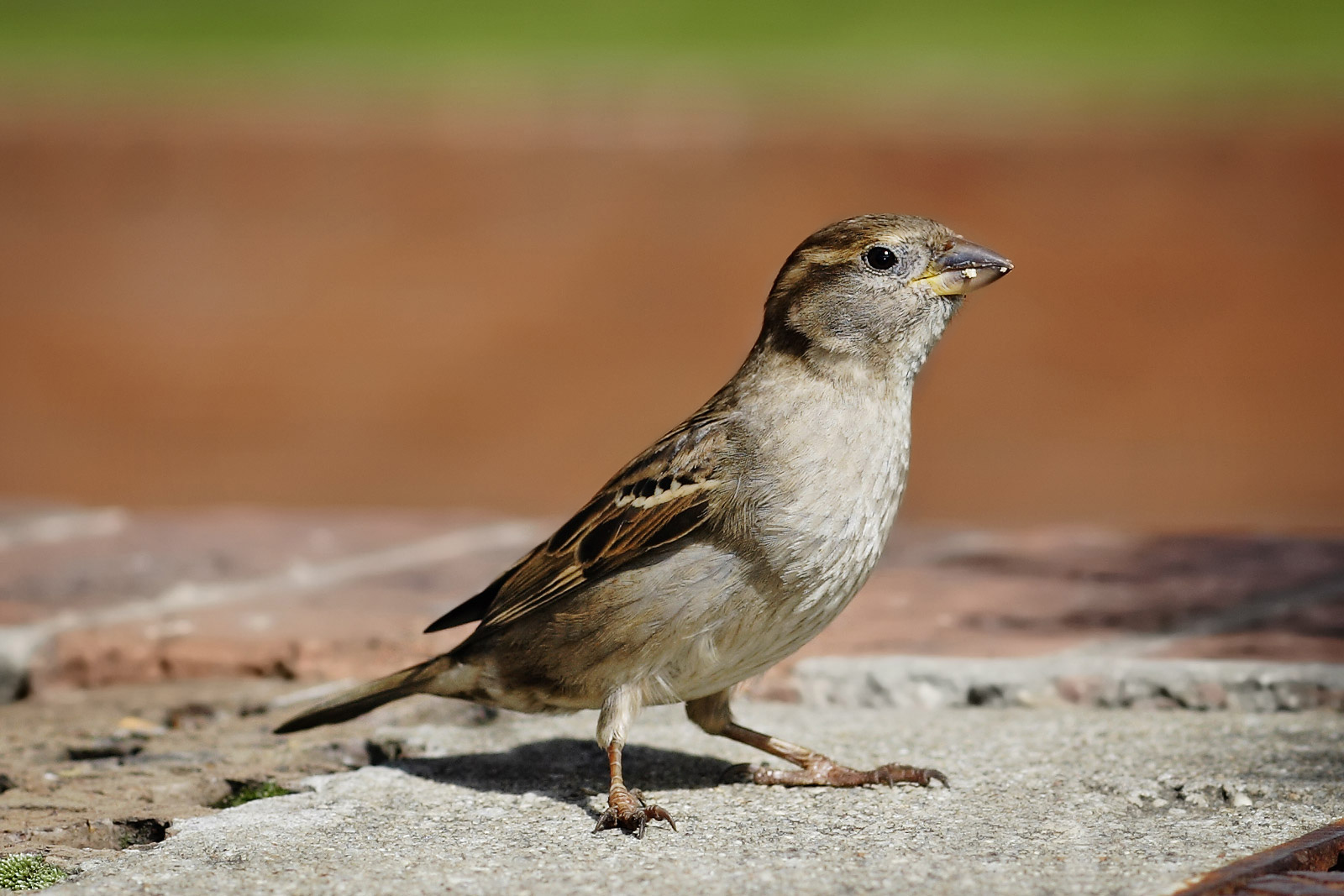
A tojó

A házi veréb tollazata többnyire a barna és a szürke színek különböző árnyalataiból tevődik össze. A nemi kétalakúság erőteljesen megjelenik a verebeknél. A tojó kevésbé erőteljes színezetű, mint a hím, inkább halványabb tónusú tollazata van. A tojó sárgásszürke tollazattal rendelkezik alsó és felső részein, míg a hímek erősen színezett feji és háti tollazatát hátukon vörösesbarna tollazat és szürke mellkasi, altáji rész jellemzi. A hímnek sötétszürke koronája van a feje búbján, mely csőre tövétől indul és a hátáig ér. Fejének két oldalán gesztenyebarna színű sáv húzódik. Szemei körül, csőre körül és torkán fekete színű tollazat. Fekete nyaki sávjának kivételével merőlegesen egy vékony fehér sáv fut a háta irányába. Szemei mögött egy-egy fehér folt található. Testének alsó része szürke, vagy fehéres színezetű, akárcsak álla és fülének környéke. Hátának felső része és palástja mély barna színű, széles, fekete csíkokkal, míg hátának alsó része, fara és farkának felső szakaszának fedőtollai szürkésbarnák.
A hímek kevésbé élénk színű tollazattal rendelkeznek a költési időszakon kívül és számos tolluk vége fehér csúccsal rendelkezik. Tollászkodáskor több világosbarna és fekete tollazat mutatkozik meg, beleértve a fekete nyaki tollazatot és a mellkasi részt. Ezt jelvénynek hívják, amely méretben és szélességben egymástól eltérhet és néhány kutató rámutatott, hogy a jelvény jelezheti a szociális státuszt, vagy az egyed fittségét. Ez a feltevés számos további kutatást inspirált, melyek azt mutatták ki, hogy a jelvény mérete kortól függően növekszik. A hím csőre fekete színű a költési időszakban és sötétszürke az év többi szakában.

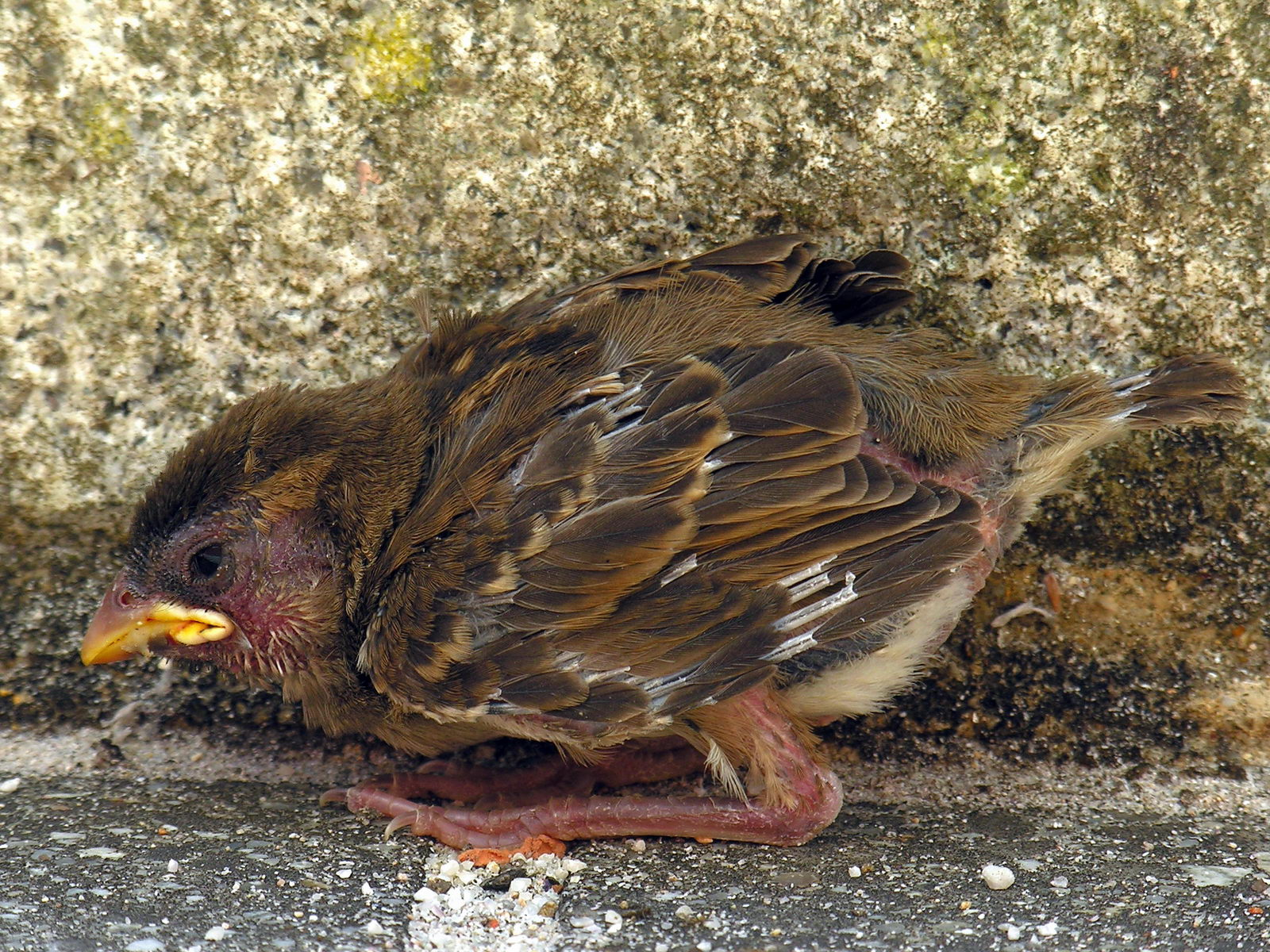
A fióka

A tojóknak nincsenek fekete tollsávjai és szürke koronájuk. Testük felső részei és fejük barna színezetű, sötétebb csíkokkal tarkítva palásti részükön és szemük fölött egy jellegzetes halvány sáv húzódik. Testének alsó része szürkésbarna színű. A tojó csőre barnásszürke és sötétebbé válik a költési időszakban, amely majdnem olyan sötétté válik, mint, amilyen színű a hím csőre. 
A fiatal egyedek tollazata hasonlít a tojók tollazatára, de alsó részük barnább, míg testük felső részei halványabb és szemük fölött halványabb, kevésbé jól látható sáv húzódik. A fiatal példányoknak szélesebb tollaik vannak, viszont ritkább tollazatuk ápolatlanabb benyomást kelt, mely hasonlít a frissen levedlett felnőttek tollazatára. A fiatal hím egyedek torka sötétebb, míg a fiatal nőstények gyakran fehéres torokkal rendelkeznek. Ugyanakkor a fiatalok nemét nem lehet teljes mértékben tollazatuk alapján meghatározni, mivel néhány fiatal hím tollazatából teljesen hiányoznak az idősebb hímekre jellemző tollazat elemei, míg néhány fiatal nőstény tollazata a hímekére hasonlít. A fiatal verebek csőre halványsárgától a szalmasárgáig terjed, mely halványabb, mint a nőstények csőre. A még éretlen hímek halványabb tollazati elemekkel rendelkeznek, mint az idősebb hímek, mely friss tollazatnál meglehetősen jellegtelen. Első költési időszakuktól a fiatal egyedek megkülönböztethetetlenek az idősebb példányoktól, bár halványabb tollazatuk életük első évének végéig megmarad.

## Életmódja
Többnyire magevő, egyes elméletek szerint a gabonatermelés terjedésével együtt jutott el nyugatra és északra, azonban opportunista fajként bármit fogyaszthat. Utódait előszeretettel táplálja különböző gerinctelenekkel magas fehérjetartalmuk miatt.
Európában nem vonuló. Azonban a keleti alfajcsoport egyes alfajai (P. d. bactrianus; P. d. parkini) igen. Bár a költési időszak alatt is szociális marad, monogám faj. Mind a két nem részt vesz a fészeképítésben és az utódgondozásban. Fészkét általában az épületek különböző üregeiben helyezi el, de faodvakban, gólyafészkekben, valamint ritkán fák sűrű lombjaiban is költhet. Jól tolerálja az ember jelenlétét, valószínűleg ezen tulajdonságának köszönheti széles körű elterjedését.

## Viselkedése

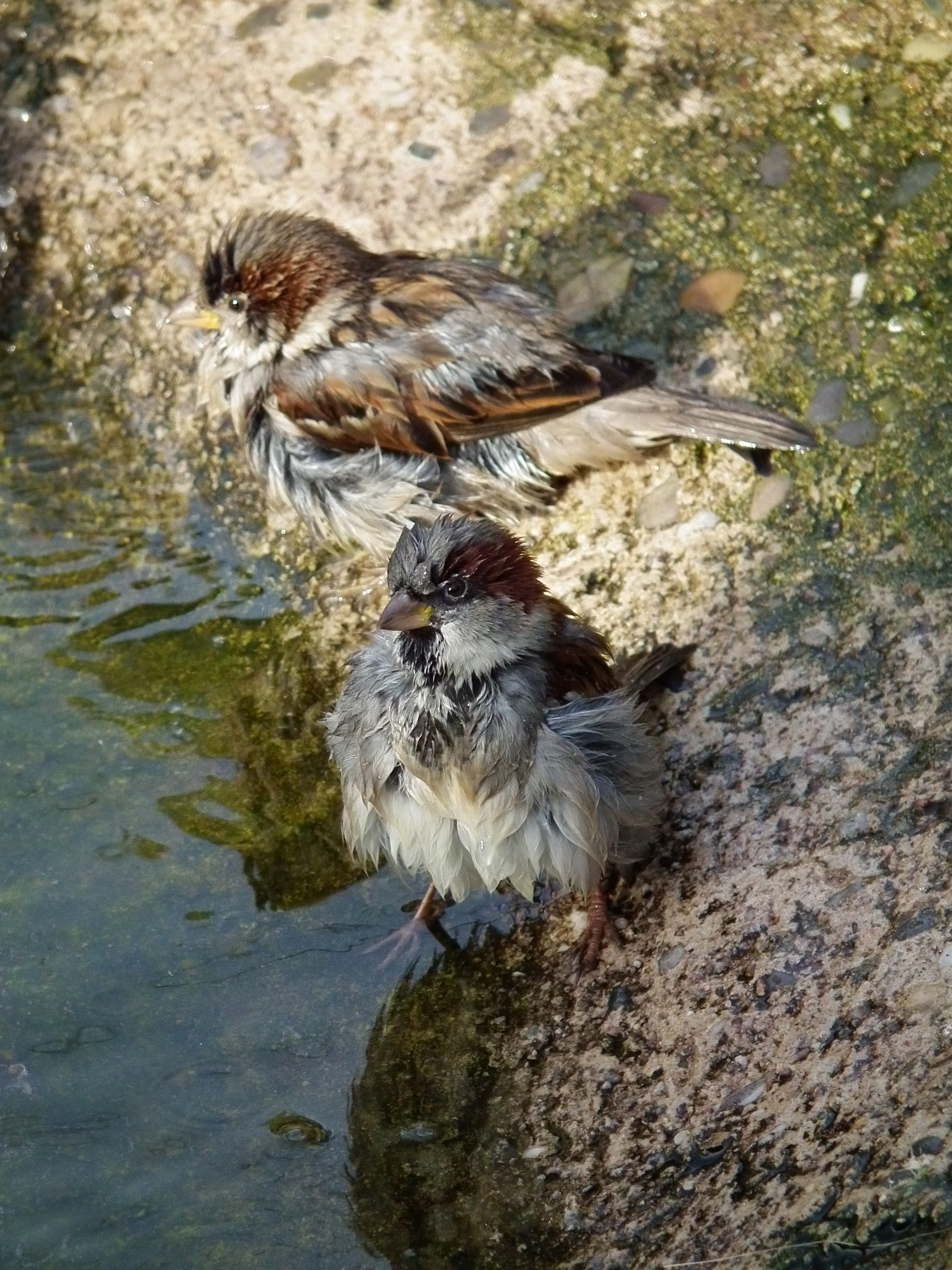
Fürdőzés közben

A házi veréb igazán társas madárfaj. Társaságban szeret táplálkozni az év minden szakában és gyakran más madárfajokkal alkot közös csapatokat. Alvóhelyén csapatosan alszik, fészkeit is kisebb csoportokban, csomókban építi, valamint társas viselkedésekben is részt vesz, mint, amilyen például a porban, vízben való fürdés, a közös éneklés, amikor a madarak egymást hívogatják a bokrokban. A házi veréb többnyire a földön táplálkozik, de csapatokba tömörül bozótosokban és a fákon. Táplálkozási helyein és fészkeinél a nőstény házi verebek a domináns egyedek, annak ellenére, hogy kisebbek és a szaporodási időszakban (tavasszal és nyáron) különösen dominánssá válhat és ilyenkor a tojók megvívhatnak a hímekért.
A házi verebek úgy alszanak, hogy a csőrüket befúrják a lapockájukat fedő tollak közé. A szaporodási időszakon kívül gyakran közös alvóhelyet használnak bokrokban, fák ágai közt. Alváshoz készülődve és alváshoz letelepedve többet csiripelnek esténként, mint akkor, amikor elhagyják a pihenőhelyüket reggel. Néhány gyülekezőhely elkülönül alvóhelyeiktől, melyeket főleg támadásra való felkészülésükhöz használnak.
Gyakran fürdenek a porban, vagy vízben, többnyire csapatokban. Fejüket lábaikkal vakarják meg, miközben behajlítják szárnyukat.

### Táplálkozása

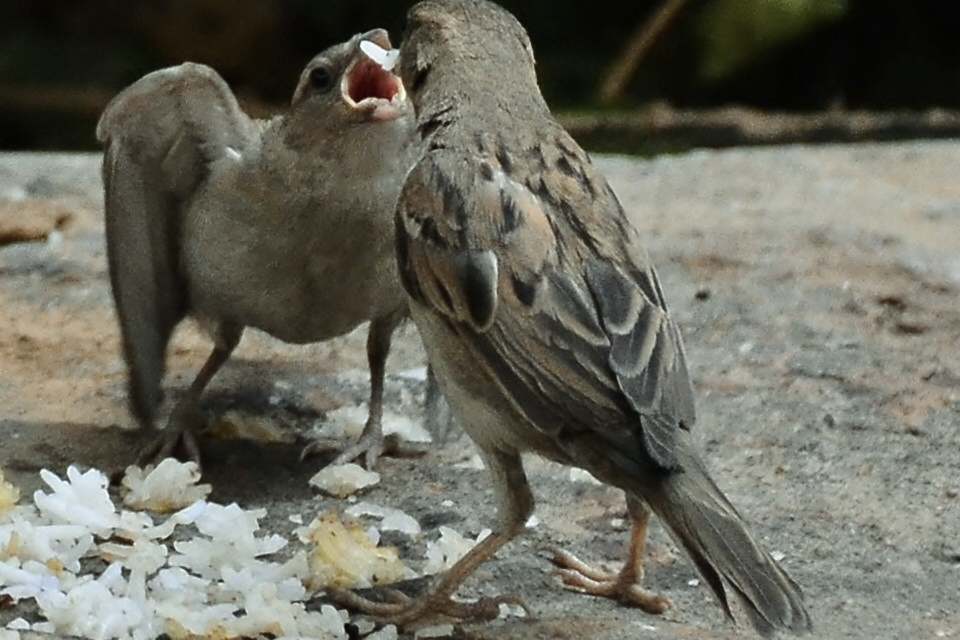
Gyakran táplálkoznak emberek által hátrahagyott élelmiszer maradékokkal

A felnőtt egyedek túlnyomórészt gabonafélékkel és gyommagvakkal táplálkoznak, ugyanakkor nem válogatós és rendkívül alkalmazkodóképes, ezért gyakorlatilag bármilyen élelmiszert elfogyaszt, amit csak talál. Városokban a szemét közt, éttermek és egyéb étkezdék környékén kutat élelem után, ahol ételmaradékokat és morzsákat fogyaszt. A házi veréb képes összetett feladatokat is végrehajtani annak érdekében, hogy élelemhez jusson, mint például azt, hogy kinyissa a bevásárlóközpontok bejáratát, hogy bejuthasson, kopogtat a hotelszobák erkélyeinek ajtajain, hogy előcsalogassa az üdülőket az erkélyre, valamint azt is, hogy nektárt szívogasson ki az új-zélandi Kōwhai növény virágából. Más madarakhoz hasonlóan a házi verebeknek is szükségük van arra, hogy kavicsokat nyeljenek le a nehezebben őrölhető táplálék megemésztésének megkönnyítéséhez. Az őrlést segítő anyagok közt szerepelhetnek a kavicsokon kívül vakolatdarabok, tojáshéjak, csigaházak darabjai. A hosszúkás és érdes őrlőanyagokat részesítik előnyben. 
A házi verebekről szóló számos tanulmány kimutatta, hogy a verebek étrendjében jelentős részt képvisel (90%) a mérsékelt égövi mezőgazdasági területeken elszóródott gabonafélék magjainak fogyasztása. Majdnem mindenféle magvat képes elfogyasztani, ám ahol lehetősége nyílik rá, ott előnyben részesíti a zab és a búza termését. Városi területeken a verebek nagyrészt az emberek által szándékosan, vagy véletlenül hátrahagyott élelmiszer maradékokat fogyasztják, mint amilyen a kenyér, jól lehet a nyers magvakat előnyben részesítik. A verebek a növények magjain kívül más növényi részeket is szívesen fogyasztanak, mint például rügyeket, bimbókat, bogyókat, valamint gyümölcsöket, főleg szőlőt és cseresznyét is. A mérsékelt égövhöz tartozó területeken a házi verebek szokatlan módon virágokat szakítanak le, különösen a sárga színűeket.
Különböző állatok képviselik a házi verebek étrendjének másik fontos pillérét. Főként a rovarok, bogarak, hernyók, kétszárnyú legyek és levéltetvek játszanak fontos szerepet a verebek táplálkozásában. Különféle ízeltlábúak is szerepelnek az étlapján, például fogyaszt puhatestűeket, rákokat is, amennyiben elérhetőek, földigilisztaféléket, valamint gerinceseket is, például gyíkokat és békákat. A fiatal egyedeket többnyire rovarokkal táplálják a kikelésüket követő tizenöt napon keresztül. Kevés mennyiségben magvakat, pókokat és őrlőkavicsokat is kapnak a fiókák. Elterjedési területének legnagyobb részén a fiókákat szöcskékkel és tücskökkel is bőségesen ellátják szüleik. A félfedelesszárnyúak, hangyák, növényevő darazsak szintén fontosak a fiatal verebek táplálkozását illetően, ám a házi verebek gyakorlatilag előnyben részesítik azokat az élelemforrásokat, melyekhez bőségesen hozzájutnak. Megfigyelték, hogy egyes házi verebek élelmet oroznak el más madárfajoktól, mint például a vándorrigótól.
A verebek átlagosan 45,5 km/h sebességgel repülnek és repülés közben másodpercenként 15 szárnycsapást végeznek. A földön a verebek inkább ugrálva haladnak, mintsem sétálnak. Ebből a megfigyelésből ered az a találós kérdés, hogy Hányat lép egy veréb egy évben? Amennyiben szükséges, a verebek képesek úszni, ha ragadozó elől menekülnek. Fogságban élő madaraknál feljegyezték, hogy búvárkodtak és rövid távokat tettek meg úszva a víz felszíne alatt.
A legtöbb veréb nem mozdul ki nagyobb távolságokra élete során, megmarad fészkelőhelyének közelében. Ugyanakkor elterjedési területén mindenfelé előfordulnak vándorló egyedek. Néhány fiatal egyed nagyobb távolságokat tesz meg, különösen tengerparti vidékeken, valamint a hegyvidékeken élő verebek telente alacsonyabbra húzódnak. A házi veréb két alfaja, a bactrianus és a parkini jellemzően vándorló életmódot folytat. Hasonlóképpen azon populációkhoz, melyek vándorolnak, a költöző életmódot folytató alfajok is súlytöbblet felhalmozásával készülnek fel a vándorlásra.

## Szaporodása

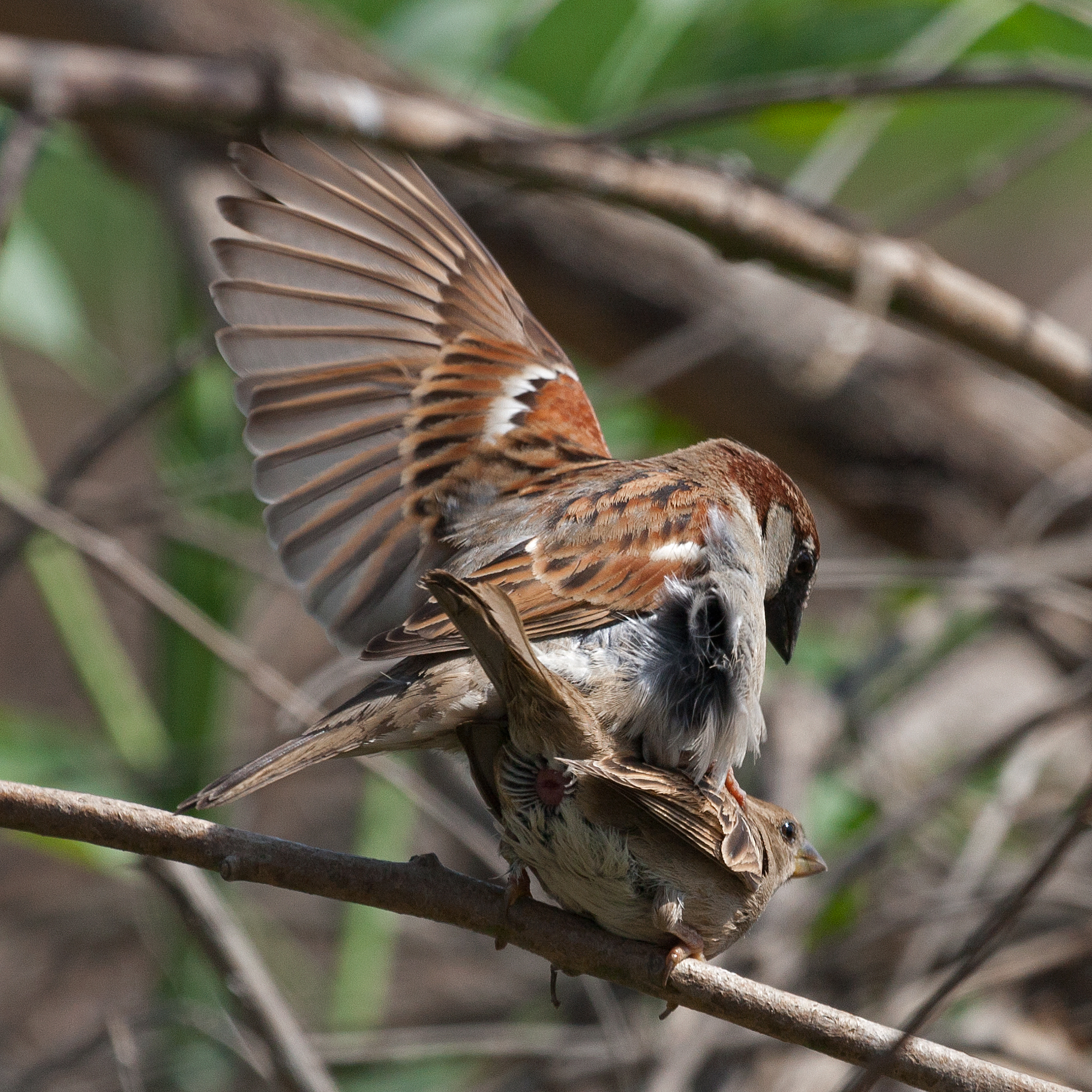
Házi verebek párzás közben

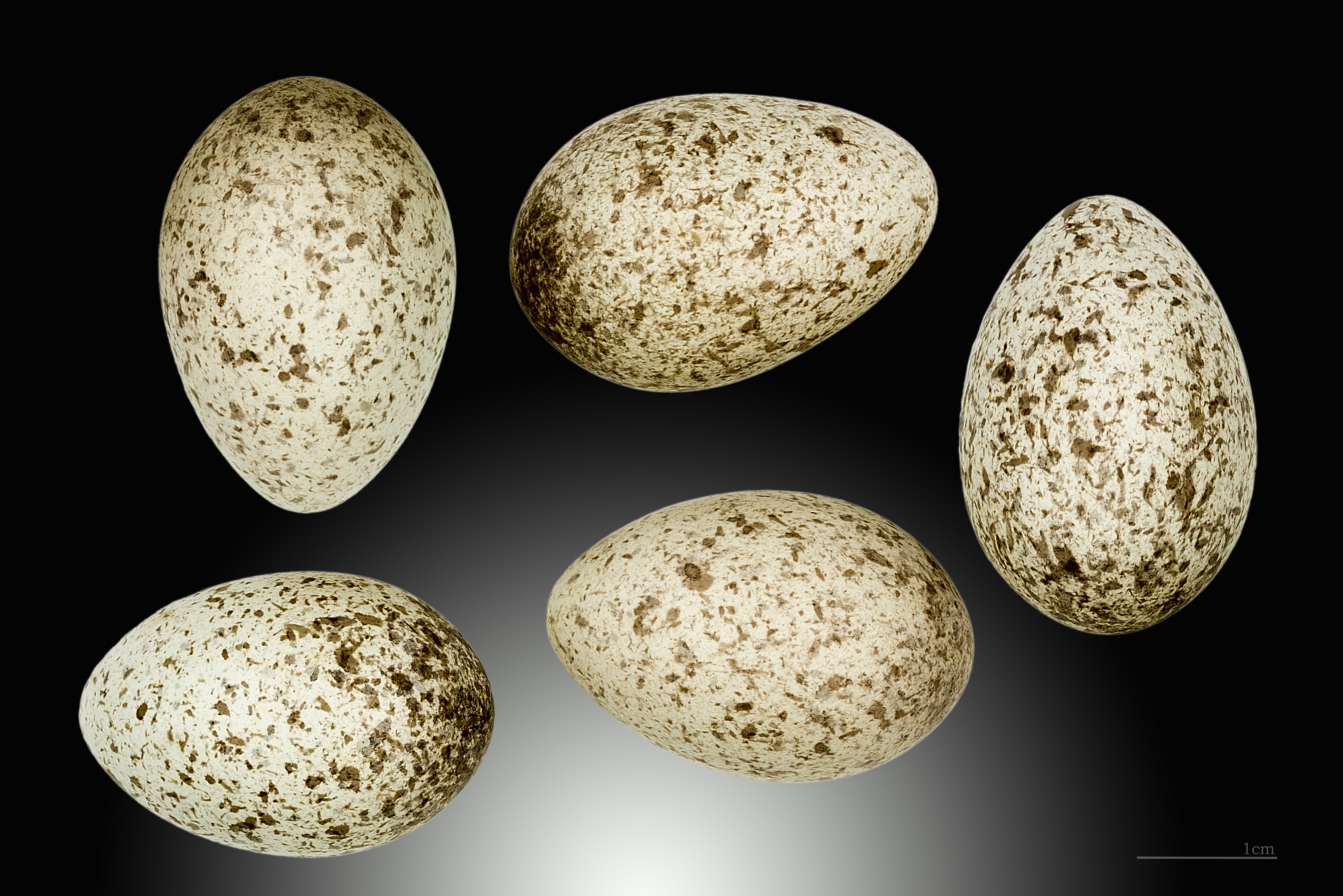
Passer domesticus domesticus tojásai

Amikor a házi veréb tavasszal párosodik, könnyen támad az embernek olyan benyomása, hogy a tojónak több lovagja van. Több hím udvarol hangosan egy tojónak. De a tojó elzavarja a szerelemtől beteg hímeket. A házi veréb állandó "házasságban" él.
Települések házainál, kertekben, faodvakban fészkel, évenként 3-szor is költ. Fészkét szalmából, rongyokból, tollakból halmozza fel, 5-6 tojása piszkosfehér, hamuszínű pontokkal és foltokkal sűrűn borítva. A csupasz fiókák 13-14 nap alatt kelnek ki, és további 16-18 nap múlva már el is hagyják a fészket.
A házi verebek a szaporodási időszakban képesek azon nyomban ismételten párosodni, amint a fiókáik kikeltek. A trópusokon élő néhány egyed képes már néhány hónapos korában a párzásra, mikor még fiatalkori tollazat borítja őket. Az ilyen fiataloknál a párzás csak ritkán jár eredménnyel és az öröklődés sikere az életkorral növekszik, miközben az egyre idősebb madarak egyre korábban kezdenek el költeni a párzási időszakban és több fiókát nevelnek fel. Ahogy közeledik a költési szezon, a felszabaduló hormonoknak köszönhetően szaporítószerveik megduzzadnak és ez oda vezet, hogy a hímek elkezdik hívójeleiket énekelni a fészkelőhelyek közelében. A párzás és a tojásrakás időpontja földrajzi elhelyezkedéstől függően és az adott évtől váltakozik. Ez azért van így, mert a tojások kifejlődéséhez és a fiókák felneveléséhez megfelelő mennyiségű rovarra van szükség.
A hímek a költési időszak kezdete előtt felkeresik a költőhelyeket és sűrűn hallatják innen hívójelüket. A pár nélküli hímek fészek építésbe kezdenek és különösen gyakran adják le hívójeleiket, hogy ezáltal is lenyűgözzék a tojókat. Mikor egy nőstény megkörnyékez egy hímet ezen időszak alatt a hím felfelé és lefelé végez mozdulatokat, elernyeszti, majd kitárja szárnyait, felszegi fejét, felborzolja, széttárja farktollait és megmutatja begyi részét. A hímek már a hívójelek és a bemutató során megkísérelhetnek párosodni a tojókkal. Válaszul a nőstények fenyegető testtartást vesznek fel és megtámadják a hímet, mielőtt az elszállhatna, majd a hím üldözőbe veszi a tojót. A hím közvetlenül a nőstény előtt végzi el a bemutatót, odacsábít több hímet is, akik szintén kergetik a tojót és bemutatót tartanak neki. Ez a csoportos bemutató általában nem torkollik azonnal párzásba is. A többi hím nem párosodik a nősténnyel. A párzást jellemzően a tojó kezdeményezi azzal, hogy egy lágy dí-dí-dí jelet hallat. Amíg a tojó le nem rakja tojásait a pár gyakorta párosodik.
A házi veréb monogám madárfaj, amely jellemzően szaporodási célból párosodik. Azonban a párzást a nőstények gyakran egy másik hímmel ejtik meg, ezért mintegy 15 százaléka a fiókáknak nem a nőstény állandó párjától származik. A hím házi verebek ezért fokozottan ügyelnek párjuk védelmezésére, hogy nehogy felszarvazzák őket. A legtöbb idegen hímmel való közösülés nem a költőhely közvetlen közelében következik be. A hímeknek időnként több párjuk is van és a poligámiának csak a nőstények között fellépő agresszió vethet gátat. Számos veréb nem talál párt és nem épít fészket, ehelyett inkább elszegődnek segítőnek más megállapodott párok mellé. Egyúttal az első tojó halála esetén annak helyébe lépve, átveszik annak szerepkörét. Az elvesztett párt gyorsan képesek pótolni a verebek, amikor költési időszak van. A pár megalakulása és a köztük fennálló kötelék a költőhelyhez kötődik, jól lehet a két madár képes felismerni egymást a fészektől távolabb is.

### Tojásai és fiókái
Egy fészekalj általában négy-öt tojásból áll, habár a tojások száma egytől tízig terjedhet. Legkevesebb kettő, a trópusokon maximum hét, míg a mérsékelt égövben négy fészekaljat nevelnek fel évente. Amikor kevesebb fészekaljat nevelnek fel az adott évben, különösen az északabbi vidékeken, akkor viszont több tojást raknak le fészekaljanként. A Közép-Ázsiában élő házi verebeknél, melyek költözőmadarak és csak évente egyetlen fészekaljat nevelnek fel, ott fészekaljanként átlagosan 6,5 tojást raknak le. A fészekaljak méretére hatással vannak a különböző környezeti és éghajlati tényezők, a tojó életkora, valamint a költések gyakorisága.
Néha fajtaspecifikus fészekparazitizmus megjelenhet, amit a fészekben található szokatlanul nagy számú tojást jelezhet, melynek oka a szomszédos fészkekből érkező tojók, melyek mások fészkébe tojják tojásaikat. Ugyanakkor időnként a tojók felismerik az idegen tojásokat és kihajítják a fészekből. A házi verebek néha áldozatul esnek fajtához köthető fészekparazitáknak, ám csak ritkán, mióta fészkeiket szűk helyekre, odúkba, vagy nagyobb madárfajok fészkébe építik, melyek hozzáférhetetlenek az élősködők számára és a fiókákat is olyan élelemmel etetik, amely nem megfelelő az élősködő fiókák számára. Ugyanakkor feljegyezték, hogy a házi veréb fészekparazitája volt az amerikai sziklafecskének.
Tojásai fehérek, kékesfehérek, vagy zöldesfehérek, melyet barna, vagy szürke pöttyök tarkítanak. Tojásdad alakú tojásai 20–22 mm hosszúak és 14–16 mm szélességűek, melynek átlagos tömege 2,9 gramm, átlagos felszíni területe 9,18 négyzetcentiméter. A trópusokon élő állomány tojásai megkülönböztethetően kisebb méretűek. A tojások kifejlődése a tojássárgája petefészek felett lerakódásával kezdődik peteérést megelőzően. A tojások lerakása és a peteérés napja közt a tojásfehérje, majd a tojáshéj kifejlődése történik. Azon tojások nagyobbak, melyeket később rak le a tojó a fészekaljba. A tojások mérete finom mértékben csökken a tojások lerakása és a fiókák kikelése között. A tojás tömegének 25 százalékát a sárgája teszi ki, míg a tojásfehérje 68 százalék, a tojáshéj tömege pedig mintegy 7 százalékot tesz ki. A tojások vizenyősek, 79 százalékuk folyékony állagú, ezt leszámítva fehérjéből áll.
A tojásokon főleg a tojó költ, míg a hím csak rövidebb időszakokra veszi át tőle ezt a szerepkört. Amíg a tojó a tojásokon kotlik, a hím is a fészek közelében tölti az éjszakát. A költés 11–14 napig tart, ám esetenként ez lehet 9, illetve akár 17 nap is. A költés időtartama az átlaghőmérséklet emelkedésével csökken. A fiatal fiókák normális esetben 14–16 napot töltenek el a fészekben, amíg megerősödnek eléggé ahhoz, hogy elhagyják azt, ám 11 és 23 nap között mozog a fészekben eltöltött idő. A kikelt fiókákat mindkét szülő eteti. Hűvösebb idő és kevesebb táplálék esetén a fiókáknak több ideig tart, mire kifejlődik a tollazatuk. Eleinte a szülők a fiókák ürülékét eltávolítják a fészekből és attól mintegy húsz méteres távolságon kívül viszik azt. A fiókák szeme mintegy 4 napos korukban nyílik ki és a kikeléstől számított nyolcadik napon jelenik meg a tollazatuk. Amennyiben mindkét szülő odaveszne a fiókák hangos sivítása gyakran pótszülőket vonz oda, akik addig látják el élelemmel a fiókákat, amíg azok önerőből képesek nem lesznek ellátni magukat.

## Kárpát-medencei elterjedése
Magyarországon rendszeres fészkelő, gyakorinak számít.
Magyarországon ma még erős állomány, több mint kétmillió pár található, de a riasztó nyugat-európai trend az ország számára is figyelmeztető jel, hisz a csökkenést sokkal könnyebb megelőzni, mint visszafordítani.

## Védettség
A Monitoring Központ szerint Biztos állományú faj (1990-2000). A Természetvédelmi Világszövetség Vörös Listáján a Passer domesticus "nem fenyegetett faj" megjelöléssel szerepel. A Greenfo szerint a házi veréb Az Európai Közösségben természetvédelmi szempontból jelentős állatfaj. A 13/2001. (V. 9.) KöM rendeletben szerepel a védett fajok listáján (az EU-csatlakozás előkészítés keretében az Európai Közösségben természetvédelmi szempontból jelentős státus magyarországi jogharmonizációjaként).

## Fordítás
- Ez a szócikk részben vagy egészben  a   House sparrow című angol Wikipédia-szócikk ezen változatának fordításán alapul.  Az eredeti cikk szerkesztőit annak laptörténete sorolja fel. Ez a jelzés csupán a megfogalmazás eredetét és a szerzői jogokat jelzi, nem szolgál a cikkben szereplő információk forrásmegjelöléseként.